# 公益工商中学
公益工商中学，创建于民国八年（1919年）的一所私立学校，位于江苏无锡。

## 简介
民国8年(1919年)9月，荣宗敬、荣德生在无锡荣巷创办公益工商中学，首批招生90名。建校时仅设工、商两个专业，并附设商店、银行、工场供学生实习用。首任校长胡雨人。
民国12年(1923年)，首届学生毕业后，因工科招生不足，遂专办商科，并改名为公益商业中学。
民国13年(1924年)，钱孙卿任校长。
民国37年(1948年)，荣德生亲任校长，改名无锡私立公益中学。
1956年7月，改名为无锡市第五中学。
经过一系列整合改组后，成为无锡交通技师学院。

## 知名校友
- 钱伟长
- 孙冶方[6]